# Crioulo de Mangalor
O crioulo indo-português de Mangalor era uma língua crioula de base portuguesa, que se formou a partir do contato entre a língua portuguesa e línguas locais, que foi falado em Mangalor na Índia. Atualmente este crioulo indo-português encontra-se totalmente extinto.